# Nebenschilddrüsenszintigrafie
Die Nebenschilddrüsenszintigrafie ist eine Untersuchungstechnik der Nuklearmedizin zur Detektion krankhaft veränderten Nebenschilddrüsengewebes (Adenom, Karzinom, Hyperplasie), welches typischerweise zu viel Parathormon freisetzt und somit zum (primären) Hyperparathyreoidismus führt.
Aufgrund seiner Eigenschaften wird als Tracer vorzugsweise Technetium-99m-markiertes Sestamibi angewandt (Technetium(Tc99m)-Sestamibi). Ebenfalls möglich ist Thallium-201, wird aufgrund seiner schlechteren physikalischen Eigenschaften und einer damit verbundenen hohen Strahlenexposition aber nicht mehr empfohlen.
Für den Fall einer nicht-informativen Szintigrafie mit Sestamibi kommen laut Leitlinie der European Association of Nuclear Medicine (EANM) PET/CT- oder PET/MR-Untersuchungen mit Fluor-18- oder Kohlenstoff-11-markierten Cholin-Analoga (z. B. Fluorcholin, [11C]CH) in Frage. Es existieren für diese Untersuchungen (Stand 2021) keine standardisierten Protokolle zur Bildakquisition. Andere PET-Radiopharmaka werden (Stand 2021) nicht empfohlen.